# Comuna Radomka, Semenivka
Radomka (în ucraineană Радомка) este o comună în raionul Semenivka, regiunea Cernihiv, Ucraina, formată din satele Berezova Roșcea și Radomka (reședința).

## Demografie
Componența lingvistică a comunei Radomka
     Ucraineană (96,81%)
     Rusă (2,93%)
     Alte limbi (0,13%)
Conform recensământului din 2001, majoritatea populației comunei Radomka era vorbitoare de ucraineană (96,81%), existând în minoritate și vorbitori de rusă (2,93%).